# اچ‌ام‌اس هلند ۳
اچ‌ام‌اس هلند ۳ (به انگلیسی: HMS Holland 3) یک زیردریایی بود که طول آن ۶۳ فوت ۱۰ اینچ (۱۹٫۴۶ متر) بود. این زیردریایی  در سال ۱۹۰۲ ساخته شد.